# ISU-Grand-Prix-Serie 2016/17
Die ISU-Grand-Prix-Serie 2016/17 war eine Serie von Eiskunstlaufwettbewerben, die vom 21. Oktober bis zum 11. Dezember 2016 von der Internationalen Eislaufunion veranstaltet wurden. Entscheidungen fanden in den Eiskunstlauf-Disziplinen Einzellauf der Herren, Einzellauf der Damen, Paarlauf und Eistanz statt.
Die Teilnehmer errangen gemäß ihren Platzierungen bei den Wettbewerben Punkte. Die sechs punktbesten Teilnehmer jeder Disziplin qualifizierten sich für das Grand-Prix-Finale in Marseille.

## Termine
| Veranstaltung     | Austragungsort | Datum                |
| ----------------- | -------------- | -------------------- |
| Skate America     | Chicago        | 21. bis 23. Oktober  |
| Skate Canada      | Mississauga    | 28. bis 30. Oktober  |
| Rostelecom Cup    | Moskau         | 4. bis 6. November   |
| Trophée de France | Paris          | 11. bis 13. November |
| Cup of China      | Peking         | 18. bis 20. November |
| NHK Trophy        | Sapporo        | 25. bis 27. November |
| Grand-Prix-Finale | Marseille      | 8. bis 11. Dezember  |

## Ergebnisse
| Veranstaltung | Disziplin | Gold                               | Silber                            | Bronze                                 |
| ------------- | --------- | ---------------------------------- | --------------------------------- | -------------------------------------- |
| Skate America | Herren    | Shōma Uno                          | Jason Brown                       | Adam Rippon                            |
| Skate America | Damen     | Ashley Wagner                      | Mariah Bell                       | Mai Mihara                             |
| Skate America | Paare     | Julianne Séguin / Charlie Bilodeau | Haven Denney / Brandon Frazier    | Jewgenija Tarassowa / Wladimir Morosow |
| Skate America | Eistanzen | Maia Shibutani / Alex Shibutani    | Madison Hubbell / Zachary Donohue | Jekaterina Bobrowa / Dmitri Solowjow   |

| Veranstaltung | Disziplin | Gold                          | Silber                     | Bronze                                     |
| ------------- | --------- | ----------------------------- | -------------------------- | ------------------------------------------ |
| Skate Canada  | Herren    | Patrick Chan                  | Yuzuru Hanyū               | Kevin Reynolds                             |
| Skate Canada  | Damen     | Jewgenija Medwedewa           | Kaetlyn Osmond             | Satoko Miyahara                            |
| Skate Canada  | Paare     | Meagan Duhamel / Eric Radford | Yu Xiaoyu / Zhang Hao      | Ljubow Iljuschetschkina / Dylan Moscovitch |
| Skate Canada  | Eistanzen | Tessa Virtue / Scott Moir     | Madison Chock / Evan Bates | Piper Gilles / Paul Poirier                |

| Veranstaltung  | Disziplin | Gold                                 | Silber                              | Bronze                              |
| -------------- | --------- | ------------------------------------ | ----------------------------------- | ----------------------------------- |
| Rostelecom Cup | Herren    | Javier Fernández                     | Shōma Uno                           | Oleksij Bytschenko                  |
| Rostelecom Cup | Damen     | Anna Pogorilaja                      | Jelena Radionowa                    | Courtney Hicks                      |
| Rostelecom Cup | Paare     | Aljona Savchenko / Bruno Massot      | Natalja Sabijako / Alexander Enbert | Kristina Astachowa / Alexei Rogonow |
| Rostelecom Cup | Eistanzen | Jekaterina Bobrowa / Dmitri Solowjow | Madison Chock / Evan Bates          | Kaitlyn Weaver / Andrew Poje        |

| Veranstaltung     | Disziplin | Gold                                    | Silber                                 | Bronze                        |
| ----------------- | --------- | --------------------------------------- | -------------------------------------- | ----------------------------- |
| Trophée de France | Herren    | Javier Fernández                        | Denis Ten                              | Adam Rippon                   |
| Trophée de France | Damen     | Jewgenija Medwedewa                     | Marija Sotskowa                        | Wakaba Higuchi                |
| Trophée de France | Paare     | Aljona Savchenko / Bruno Massot         | Jewgenija Tarassowa / Wladimir Morosow | Vanessa James / Morgan Ciprès |
| Trophée de France | Eistanzen | Gabriella Papadakis / Guillaume Cizeron | Madison Hubbell / Zachary Donohue      | Piper Gilles / Paul Poirier   |

| Veranstaltung | Disziplin | Gold                            | Silber                       | Bronze                                     |
| ------------- | --------- | ------------------------------- | ---------------------------- | ------------------------------------------ |
| Cup of China  | Herren    | Patrick Chan                    | Jin Boyang                   | Sergei Woronow                             |
| Cup of China  | Damen     | Jelena Radionowa                | Kaetlyn Osmond               | Jelisaweta Tuktamyschewa                   |
| Cup of China  | Paare     | Yu Xiaoyu / Zhang Hao           | Peng Cheng / Jin Yang        | Ljubow Iljuschetschkina / Dylan Moscovitch |
| Cup of China  | Eistanzen | Maia Shibutani / Alex Shibutani | Kaitlyn Weaver / Andrew Poje | Alexandra Stepanowa / Iwan Bukin           |

| Veranstaltung | Disziplin | Gold                          | Silber                                  | Bronze                         |
| ------------- | --------- | ----------------------------- | --------------------------------------- | ------------------------------ |
| NHK Trophy    | Herren    | Yuzuru Hanyū                  | Nathan Chen                             | Keiji Tanaka                   |
| NHK Trophy    | Damen     | Anna Pogorilaja               | Satoko Miyahara                         | Marija Sotskowa                |
| NHK Trophy    | Paare     | Meagan Duhamel / Eric Radford | Peng Cheng / Jin Yang                   | Wang Xuehan / Wang Lei         |
| NHK Trophy    | Eistanzen | Tessa Virtue / Scott Moir     | Gabriella Papadakis / Guillaume Cizeron | Anna Cappellini / Luca Lanotte |

| Veranstaltung     | Disziplin | Gold                                   | Silber                                  | Bronze                          |
| ----------------- | --------- | -------------------------------------- | --------------------------------------- | ------------------------------- |
| Grand-Prix-Finale | Herren    | Yuzuru Hanyū                           | Nathan Chen                             | Shōma Uno                       |
| Grand-Prix-Finale | Damen     | Jewgenija Medwedewa                    | Satoko Miyahara                         | Anna Pogorilaja                 |
| Grand-Prix-Finale | Paare     | Jewgenija Tarassowa / Wladimir Morosow | Yu Xiaoyu / Zhang Hao                   | Meagan Duhamel / Eric Radford   |
| Grand-Prix-Finale | Eistanzen | Tessa Virtue / Scott Moir              | Gabriella Papadakis / Guillaume Cizeron | Maia Shibutani / Alex Shibutani |